# Al-Arabi (Bahrain)
al-Arabi war ein bahrainischer Fußballklub, welcher in der Premier League antrat und auch am King’s Cup teilnahm.

## Geschichte
In den 1960er Jahren erreichte der Klub dreimal das Finale des zu dieser Zeit noch Federation Cup genannten nationalen Pokals. In der Ausgabe 1969 gewann man dieses Finale mit einem 4:0-Sieg über al-Tursana. Zudem gelang in der Saison 1974/75 dann auch noch ein Meistertitel. Später wurde man dann scheinbar Teil von al-Najma.
Es gab später noch einen anderen Klub, der in der Saison 2002 Teil des neuen al-Ittifaq wurde, dies war aber nicht derselbe Klub.

## Erfolge
- Premier League
  - Meister (1): 1974/75
- King’s Cup
  - Gewinner (1): 1969